# Ritratto di Tommaso Portinari
Il Ritratto di Tommaso Portinari è un dipinto a olio su tavola (44,1x33,7 cm) di Hans Memling, databile al 1470-1480 circa e conservato nel Metropolitan Museum a New York. Fa coppia con il Ritratto di Maria Portinari, sua moglie.

## Storia
Tommaso Portinari era uno dei banchieri più in vista della colonia fiorentina a Bruges, intimo di Carlo il Temerario e uomo di Casa Medici presso la filiale locale del Banco.
In quegli anni fu committente di Hugo van der Goes (il celebre Trittico Portinari) e di Hans Memling, al quale fece dipingere forse la Passione di Torino e altre tavole perdute.

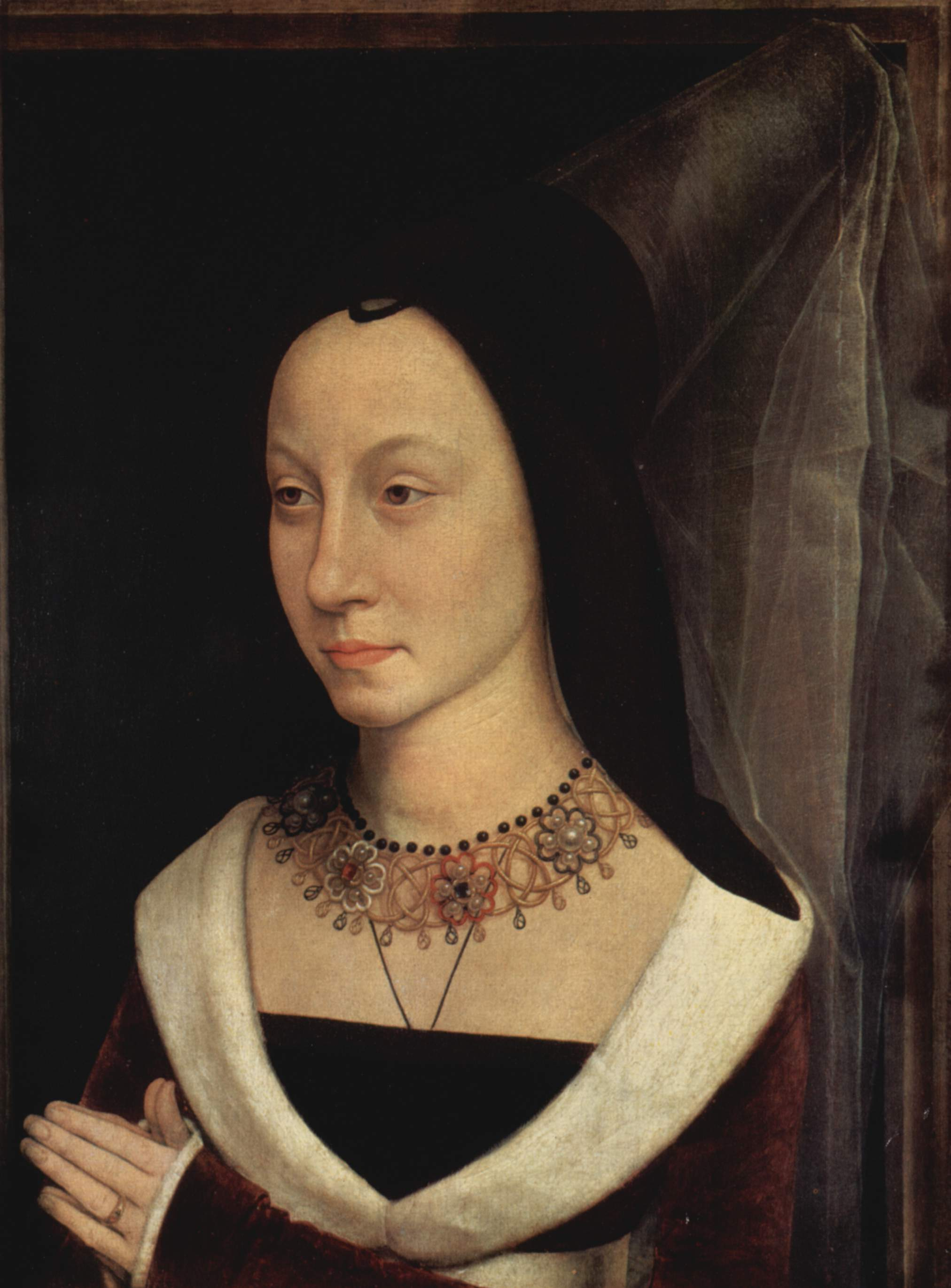
Ritratto di Maria Portinari

Il doppio ritratto venne spedito a Firenze in un momento imprecisato di quegli anni, e alla morte di Tommaso nel 1501 si trovava a Palazzo Portinari, dove venne inventariato come "una tavoletta dipinta preg[i]ata cum nel mezo una immagine di Nostra Donna e delle bande si è Tommaso e mona Maria sua donna dipinti in deta tavoletta": l'opera era quindi originariamente composta in trittico, con al centro una Madonna col Bambino non identificata.
Suo figlio Francesco, nel proprio testamento, donò l'opera all'Ospedale di Santa Maria Nuova (1544), patronato dalla sua famiglia. Nel documento si legge: "unum tabernaculettum que clauditur con tribus sportellis, in qua est depicta imago Gloriossime virginis Marie et patris et matris dicti testatoris". L'opera dovette restare nelle collezioni ospitaliere fino all'occupazione napoleonica, quando entrò in collezione privata e successivamente nelle raccolte del principe di San Donato Anatolio Demidoff. Venne venduto con attribuzione a Dieric Bouts nel 1870 per 6.000 franchi e dopo essere passato per collezioni private, fu riscoperto da Elia Volpi che lo acquistò sulla piazza romana verso il 1900, riportandolo brevemente a Firenze. Venne quindi venduto a Londra nel 1901, a Parigi, lo stesso anno, fino al 1910, e a New York, dove lo acquistò Benjamin Altman che nel 1913 ne fece dono al museo.

## Descrizione e stile
Il giovane uomo è ritratto di tre quarti, girato a destra, a mezzobusto, su uno sfondo scuro. È in atteggiamento di preghiera, con i gomiti che appoggiano su un ipotetico parapetto che coincide più o meno con il bordo inferiore della cornice, come tipico nei ritratti dell'epoca. Alla mano porta un anello. Straordinaria è la resa dei dettagli del volto, con la morbida capigliatura che ricade a caschetto sulla fronte, sulle orecchie e sulla nuca, gli occhi intensi ed espressivi, sebbene non rivolti allo spettatore, il naso dritto e affilato, la bocca sottile, il mento appuntito.
Indossa una mantella nera da cui sporge il colletto e le maniche di una veste scura, tipica dell'alta borghesia dell'epoca.